# Kuvait az 1976. évi nyári olimpiai játékokon
Kuvait a kanadai Montréalban megrendezett 1976. évi nyári olimpiai játékok egyik részt vevő nemzete volt. Az országot az olimpián 4 sportágban 15 sportoló képviselte, akik érmet nem szereztek.

## Atlétika
Férfi
| Versenyző                                                                         | Versenyszám     | Előfutam | Előfutam | Előfutam | Negyeddöntő | Negyeddöntő | Negyeddöntő | Elődöntő | Elődöntő | Elődöntő | Döntő   | Döntő    |
| Versenyző                                                                         | Versenyszám     | Idő      | Hely.    | Össz.    | Idő         | Hely.       | Össz.       | Idő      | Hely.    | Össz.    | Idő     | Helyezés |
| --------------------------------------------------------------------------------- | --------------- | -------- | -------- | -------- | ----------- | ----------- | ----------- | -------- | -------- | -------- | ------- | -------- |
| Abdul Kareem Al-Awad                                                              | 100 m           | 11,27    | 6.       | 60.      | kiesett     | kiesett     | kiesett     | kiesett  | kiesett  | kiesett  | kiesett | kiesett  |
| Abdul Aziz Abdul Kareem                                                           | 200 m           | 22,44    | 4.       | 37.      | 22,34       | 8.          | 29.         | kiesett  | kiesett  | kiesett  | kiesett | kiesett  |
| Saleh Faraj                                                                       | 110 m gát       | 15,97    | 8.       | 23.      |             |             |             | kiesett  | kiesett  | kiesett  | kiesett | kiesett  |
| Abdul Latif Abbas                                                                 | 400 m gát       | 53,06    | 5.       | 19.      |             |             |             | kiesett  | kiesett  | kiesett  | kiesett | kiesett  |
| Abdul Aziz Abdul Kareem Abdul Kareem Al-Awad Ibrahim Al-Rabeeah Abdul Latif Abbas | 4 × 100 m váltó | 41,61    | 6.       | 18.      |             |             |             | kiesett  | kiesett  | kiesett  | kiesett | kiesett  |

| Versenyző          | Versenyszám | Selejtező | Selejtező | Döntő    | Döntő    |
| Versenyző          | Versenyszám | Eredmény  | Helyezés  | Eredmény | Helyezés |
| ------------------ | ----------- | --------- | --------- | -------- | -------- |
| Mohamed Al-Zinkawi | Súlylökés   | 13,17 m   | 22.       | kiesett  | kiesett  |

## Cselgáncs
| Versenyző        | Versenyszám  | Csoport | Selejtező         | 32-es főtábla               | Nyolcaddöntő      | Negyeddöntő       | Elődöntő          | Vigaszág negyeddöntő             | Vigaszág elődöntő | Bronz- mérkőzés   | Döntő             | Helyezés |
| Versenyző        | Versenyszám  | Csoport | Ellenfél Eredmény | Ellenfél Eredmény           | Ellenfél Eredmény | Ellenfél Eredmény | Ellenfél Eredmény | Ellenfél Eredmény                | Ellenfél Eredmény | Ellenfél Eredmény | Ellenfél Eredmény | Helyezés |
| ---------------- | ------------ | ------- | ----------------- | --------------------------- | ----------------- | ----------------- | ----------------- | -------------------------------- | ----------------- | ----------------- | ----------------- | -------- |
| Kamal Al-Athari  | Könnyűsúly   | A       |                   | Brad Farrow (CAN) · V       | kiesett           | kiesett           | kiesett           |                                  |                   |                   |                   | 18.      |
| Fahad Al-Farhan  | Váltósúly    | A       |                   | Vaccinuf Morrison (GBR) · V | kiesett           | kiesett           | kiesett           |                                  |                   |                   |                   | 19.      |
| Ibrahim Muzaffer | Középsúly    | A       |                   | Brian Jacks (GBR) · V       | kiesett           | kiesett           | kiesett           |                                  |                   |                   |                   | 19.      |
| Fahed Salem      | Félnehézsúly | B       | erőnyerő          | Ninomija Kazuhiro (JPN) · V |                   |                   |                   | An Ungnam (An Ung-Nam) (PRK) · V | kiesett           | kiesett           |                   | 9.       |

## Műugrás
Férfi
| Versenyző         | Versenyszám    | Selejtező | Selejtező | Döntő   | Döntő    |
| Versenyző         | Versenyszám    | Pont      | Helyezés  | Pont    | Helyezés |
| ----------------- | -------------- | --------- | --------- | ------- | -------- |
| Sulaiman Qabazard | Egyéni műugrás | 216,93    | 27.       | kiesett | kiesett  |

## Vívás
Férfi
| Versenyző                                                          | Versenyszám | Selejtező | Selejtező | Selejtező         | Selejtező | Selejtező         | Selejtező | Főtábla           | Főtábla           | Vigaszág          | Vigaszág          | Vigaszág          | Döntő             | Döntő   | Helyezés |
| Versenyző                                                          | Versenyszám | 1. kör | 1. kör    | 2. kör            | 2. kör    | 3. kör            | 3. kör    | 1. kör            | 2. kör            | 1. kör            | 2. kör            | 3. kör            | Döntő             | Döntő   | Helyezés |
| Versenyző                                                          | Versenyszám | Ellenfél Eredmény | Hely.     | Ellenfél Eredmény | Hely.     | Ellenfél Eredmény | Hely.     | Ellenfél Eredmény | Ellenfél Eredmény | Ellenfél Eredmény | Ellenfél Eredmény | Ellenfél Eredmény | Ellenfél Eredmény | Hely.   | Helyezés |
| ------------------------------------------------------------------ | ----------- | --- | --------- | ----------------- | --------- | ----------------- | --------- | ----------------- | ----------------- | ----------------- | ----------------- | ----------------- | ----------------- | ------- | -------- |
| Abdul Nasser Al-Sayegh                                             | Tőr, egyéni | B. csoport · Mihai Ţiu (ROU) · 2-5 · Enrique Salvat (CUB) · 2-5 · Bernard Talvard (FRA) · 0-5 · Barry Paul (GBR) · 2-5 · Ernest Simon (AUS) · 0-5 · Ng Wing Biu (HKG) · 1-5       | 7.        | kiesett           | kiesett   | kiesett           | kiesett   | kiesett           | kiesett           | kiesett           | kiesett           | kiesett           | kiesett           | kiesett | 55.      |
| Ahmed Al-Arbeed                                                    | Tőr, egyéni | A. csoport · Christian Noël (FRA) · 1-5 · Klaus Haertter (GDR) · 0-5 · Jorge Garbey (CUB) · 1-5 · Greg Benko (AUS) · 0-5 · Stefano Simoncelli (ITA) · 0-5 · Roger Kam (HKG) · 4-5 | 7.        | kiesett           | kiesett   | kiesett           | kiesett   | kiesett           | kiesett           | kiesett           | kiesett           | kiesett           | kiesett           | kiesett | 56.      |
| Jamal Ameen                                                        | Tőr, egyéni | E. csoport · Frédéric Pietruszka (FRA) · 0-5 · Carlo Montano (ITA) · 1-5 · Komatist József (HUN) · 0-5 · Rob Bruniges (GBR) · 1-5 · Michel Dessureault (CAN) · 2-5                | 6.        | kiesett           | kiesett   | kiesett           | kiesett   | kiesett           | kiesett           | kiesett           | kiesett           | kiesett           | kiesett           | kiesett | 54.      |
| Abdul Nasser Al-Sayegh Ahmed Al-Arbeed Ali Al-Khawajah Jamal Ameen | Tőr, csapat | C. csoport · NSZK (FRG) · 1-15 · Olaszország (ITA) · 0-16 · Japán (JPN) · 0-16 | 4.        |                   |           |                   |           | kiesett           | kiesett           |                   |                   |                   | kiesett           | kiesett | 9.       |